# ۵-آمینو ایمیدازول ریبوتید
۵-آمینو ایمیدازول ریبوتید (به انگلیسی: 5-Aminoimidazole ribotide) با فرمول شیمیایی C8H14N3O7P یک ترکیب شیمیایی با شناسه پاب‌کم 8079 است. که جرم مولی آن ۲۹۵٫۱۸۶ گرم بر مول می‌باشد. 